# Jesús Alemañy
 (février 2015).
Si vous disposez d'ouvrages ou d'articles de référence ou si vous connaissez des sites web de qualité traitant du thème abordé ici, merci de compléter l'article en donnant les références utiles à sa vérifiabilité et en les liant à la section « Notes et références ».
Pour les articles homonymes, voir Alemany (homonymie).
Jesús Alemañy, né le 14 octobre 1962 à Guanabacoa (une des municipalités de La Havane) à
Cuba, est un musicien.

## Biographie
Il a commencé à étudier la musique et le solfège à l'âge de treize ans au conservatoire Guillermo Tomas de Guanabacoa, se spécialisant dans la trompette.
Trois ans après, il a été invité à rejoindre le groupe Sierra Maestra.
Il a joué avec le groupe pendant plus de 10 ans, enregistrant onze albums et voyageant dans le monde entier.
En 1992, Jesús Alemañy a décidé de quitter Cuba pour poursuivre sa carrière musicale à Londres, après s'être marié avec une britannique, Susie.
En décembre 1994, il a organisé une descarga (jam session) à Paris en hommage au conguero Patato Valdés.
Jesús Alemañy a été rejoint sur ce projet par Alfredo Rodríguez, le grand pianiste cubain résidant à Paris.
Joe Boyd à la tête de disques Hannibal était là et il a demandé Alemañy de produire une jam session semblable à La Havane : ¡Cubanismo! 
Les sessions d'enregistrement ont eu lieu aux studios Egrem à La Havane,
rejoints par  plus grands musiciens du pays : Orlando "Maraca" Valle, Miguel "Anga" Diaz et Carlos Alvarez, Tata Güines, Yosvany Terry  et Carlito Puerto, fils du grand bassiste cubain Carlos del Puerto, Louis Alemañy et Louis Alemañy Jr, (oncle et cousin de Jésus, respectivement.)
Le disque est sorti le 27 février 1996 chez Hannibal/Rykodisc, suivi d'une tournée historique des États-Unis.
Reencarnación est sorti le 15 septembre 1998.
Sur cet album le pianiste Nachito Herrera a remplacé Alfredo Rodriguez, et il y a plus de chant (avec un nouveau chanteur : Rollo Martinez).
En novembre 1999, Alemañy et les membres de ¡Cubanismo! sont partis à La Nouvelle-Orléans rejoindre le producteur Joe Boyd et certains des meilleurs musiciens  de la ville pour réaliser le projet mardi gras mambo.
Cet album, leur quatrième, est sorti le 22 août 2000 (premier album avec des paroles en anglais).

## Discographie
- Greetings from Havana (2007)

1. Calor en Santiago (Guaracha Son) (5:22)
2. Solar (Rumba) (8:02)
3. Petit Mambo (6:21)
4. Paloma Sin Nido (Bolero) (4:18)
5. Congo Real (Afro Son) (4:06)
6. Descarga Caliente (6:09)
7. Celebrando (Pilon) (7:07)
8. Presteme Su Mujer (Guaracha Son) (5:22)
9. Idilio (Son) (5:08)
10. Mi Proposicion (Songo) (6:15)
11. Estiro Bastidores (Son Pregon) (4:13)